# Soho Square Ladies Tournament
Il Soho Square Ladies Tournament è un torneo professionistico di tennis giocato su campi in terra rossa. Fa parte dell'ITF Women's Circuit. Si gioca annualmente a Sharm el-Sheikh in Egitto.

## Albo d'oro

### Singolare
| Anno | Campionessa   | Finalista    | Punteggio |
| ---- | ------------- | ------------ | --------- |
| 2013 | Viktorija Kan | Nastja Kolar | 6–4, 6–4  |

### Doppio
| Anno | Campionesse                       | Finaliste                       | Punteggio           |
| ---- | --------------------------------- | ------------------------------- | ------------------- |
| 2013 | Timea Bacsinszky Kristina Barrois | Anna Morgina Kateřina Siniaková | 6(5)–7, 6–0, [10–4] |